# Akademmistetsjko (metrostation)
Akademmistetsjko (Oekraïens: Академмістечко, ⓘ) is een station van de metro van Kiev. Het station werd geopend op 24 mei 2003 en is het westelijke eindpunt van de Svjatosjynsko-Brovarska-lijn. Het metrostation bevindt zich onder de Grote Ring van Kiev, in het westen van de stad. Station Akademmistetsjko is genoemd naar de gelijknamige wijk die zijn naam ("Academiestadje") dankt aan het grote aantal onderzoeksinstituten dat er gevestigd is.
Het station is ondiep gelegen en beschikt over een perronhal met zuilen. Boven de sporen bevindt zich een tussenverdieping met zicht op het perron. De uitgangen van het metrostation zijn verbonden met voetgangerstunnels die leiden naar de kruising van de Prospekt Palladina, de Boelvar Vernadskoho en de Voelytsja Oeborevytsja.